# Miliza Korjus
Miliza Elizabeth Korjus (ur. 18 sierpnia 1909 w Warszawie, zm. 26 sierpnia 1980 w Culver City, Kalifornia, USA) – amerykańska aktorka filmowa i teatralna oraz śpiewaczka operowa pochodzenia polsko-estońskiego.
Urodziła się jako piąte z sześciorga dzieci podpułkownika armii carskiej Artura Korjusa i jego żony Anny Gintowt. Artur Korjus pochodził z Estonii i po powstaniu państwa estońskiego został szefem sztabu estońskiego ministerstwa spraw wojskowych. Jego żona wywodziła się z arystokratycznej rodziny polsko-litewskiej Gintowt-Dziewałtowskich. 
Po rozwodzie Anna Gintowt-Korjus przeniosła się wraz z córkami do Kijowa, natomiast jedyny syn został przy ojcu.
W młodości Miliza Korjus śpiewała w kijowskim chórze Dumka i wraz z nim występowała na obszarze Związku Radzieckiego. W roku 1927 podczas pobytu w Estonii zaczęła występować jako solistka. 
W roku 1929 poślubiła lekarza Kuno Fölscha i wyjechała z nim do Niemiec, gdzie w roku 1933 wystąpiła w Operze Unter den Linden. W roku 1932 urodziła w Estonii jedyne dziecko, córkę Melissę. W roku 1935 użyczyła głosu Dorothei Wieck dubbingując ją w filmie „Student z Pragi”. 
Hollywoodzki producent filmowy Irvin Thalberg zapewnił jej zawarcie dziesięcioletniego kontraktu, lecz zmarł w następnym roku, przez co kontrakt nie doszedł do skutku. 
W roku 1939 otrzymała nominację do Oscara za drugoplanową rolę w filmie „Wielki walc“. 
Miliza Korjus miała wystąpić w filmie szpiegowskim Metro-Goldwyn-Mayer Guns and Fiddles, lecz 28 maja 1940 uległa ciężkiemu wypadkowi samochodowemu.
W lecie roku 1941 rozpoczęła trasę koncertową po Ameryce Południowej. Po wejściu USA do II wojny światowej pozostała w Meksyku, do USA powróciła dopiero w październiku 1944. Podczas pobytu w Meksyku wystąpiła w drugim filmie fabularnym Caballería del imperio.
Zamieszkała w Los Angeles i zajęła się działalnością koncertową. Po rozwodzie z Kuno Fölschem poślubiła lekarza Waltera E. Shectora.
Zmarła wskutek choroby serca. Jej córka, Melissa F. Wells, była w latach 1998-2001 ambasadorem USA w Estonii.